# دردار شريطي
دردار شريطي (الاسم العلمي: Ulmus laciniata) هو نوع نباتي يتبع جنس الدردار من فصيلة الدردارية.